# WebSocket
WebSocket是一种网络传输协议，可在单个TCP连接上进行全双工通信，位于OSI模型的应用层。WebSocket协议在2011年由IETF标准化为RFC 6455，后由RFC 7936补充规范。Web IDL中的WebSocket API由W3C标准化。
WebSocket使得客户端和服务器之间的数据交换变得更加简单，允许服务端主动向客户端推送数据。在WebSocket API中，浏览器和服务器只需要完成一次握手，两者之间就可以建立持久性的连接，并进行双向数据传输。

## 简介
WebSocket是一种与HTTP不同的协议。两者都位于OSI模型的应用层，并且都依赖于传输层的TCP协议。
虽然它们不同，但是RFC 6455中规定：it is designed to work over HTTP ports 80 and 443 as well as to support HTTP proxies and intermediaries（WebSocket通过HTTP端口80和443进行工作，并支持HTTP代理和中介），从而使其与HTTP协议兼容。
为了实现兼容性，WebSocket握手使用HTTP Upgrade头从HTTP协议更改为WebSocket协议。
WebSocket协议支持Web浏览器（或其他客户端应用程序）与Web服务器之间的交互，具有较低的开销，便于实现客户端与服务器的实时数据传输。
服务器可以通过标准化的方式来实现，而无需客户端首先请求内容，并允许消息在保持连接打开的同时来回传递。通过这种方式，可以在客户端和服务器之间进行双向持续对话。
通信通过TCP端口80或443完成，这在防火墙阻止非Web网络连接的环境下是有益的。另外，Comet之类的技术以非标准化的方式实现了类似的双向通信。
大多数浏览器都支持该协议，包括Google Chrome、Firefox、Safari、Microsoft Edge、Internet Explorer和Opera。
与HTTP不同，WebSocket提供全双工通信。此外，WebSocket还可以在TCP之上实现消息流。TCP单独处理字节流，没有固有的消息概念。
在WebSocket之前，使用Comet可以实现全双工通信。但是Comet存在TCP握手和HTTP头的开销，因此对于小消息来说效率很低。WebSocket协议旨在解决这些问题。
WebSocket协议规范将ws（WebSocket）和wss（WebSocket Secure）定义为两个新的统一资源标识符（URI）方案，分别对应明文和加密连接。除了方案名称和片段ID（不支持#）之外，其余的URI组件都被定义为此URI的通用语法。
使用浏览器开发人员工具，开发人员可以检查WebSocket握手以及WebSocket框架。

## 历史
WebSocket最初在HTML5规范中被引用为TCPConnection，作为基于TCP的套接字API的占位符。2008年6月，Michael Carter进行了一系列讨论，最终形成了称为WebSocket的协议。
“WebSocket”这个名字是Ian Hickson和Michael Carter之后在 #whatwg IRC聊天室创造的，随后由Ian Hickson撰写并列入HTML5规范，并在Michael Carter的Cometdaily博客上宣布。
2009年12月，Google Chrome 4是第一个提供标准支持的浏览器，默认情况下启用了WebSocket。WebSocket协议的开发随后于2010年2月从W3C和WHATWG小组转移到IETF，并在Ian Hickson的指导下进行了两次修订。
该协议被多个浏览器默认支持并启用后，RFC于2011年12月在Ian Fette下完成。

## 背景
早期，很多网站为了实现推送技术，所用的技术都是轮询。轮询是指由浏览器每隔一段时间（如每秒）向服务器发出HTTP请求，然后服务器返回最新的数据给客户端。这种传统的模式带来很明显的缺点，即浏览器需要不断的向服务器发出请求，然而HTTP请求与回复可能会包含较长的头部，其中真正有效的数据可能只是很小的一部分，所以这样会消耗很多带宽资源。
比较新的轮询技术是Comet。这种技术虽然可以实现双向通信，但仍然需要反复发出请求。而且在Comet中普遍采用的HTTP长连接也会消耗服务器资源。
在这种情况下，HTML5定义了WebSocket协议，能更好的节省服务器资源和带宽，并且能够更实时地进行通讯。
Websocket使用ws或wss的统一资源标志符（URI）。其中wss表示使用了TLS的Websocket。如：
```
ws://example.com/wsapi
wss://secure.example.com/wsapi

```

Websocket与HTTP和HTTPS使用相同的TCP端口，可以绕过大多数防火墙的限制。默认情况下，Websocket协议使用80端口；运行在TLS之上时，默认使用443端口。

## 优点
- 较少的控制开销。在连接建立后，服务器和客户端之间交换数据时，用于协议控制的数据包头部相对较小。在不包含扩展的情况下，对于服务器到客户端的内容，此头部大小只有2至10字节（和数据包长度有关）；对于客户端到服务器的内容，此头部还需要加上额外的4字节的掩码。相对于HTTP请求每次都要携带完整的头部，此项开销显著减少了。

- 更强的实时性。由于协议是全双工的，所以服务器可以随时主动给客户端下发数据。相对于HTTP请求需要等待客户端发起请求服务端才能响应，延迟明显更少；即使是和Comet等类似的长轮询比较，其也能在短时间内更多次地传递数据。

- 保持连接状态。与HTTP不同的是，Websocket需要先建立连接，这就使得其成为一种有状态的协议，之后通信时可以省略部分状态信息。而HTTP请求可能需要在每个请求都携带状态信息（如身份认证等）。

- 更好的二进制支持。Websocket定义了二进制帧，相对HTTP，可以更轻松地处理二进制内容。

- 可以支持扩展。Websocket定义了扩展，用户可以扩展协议、实现部分自定义的子协议。如部分浏览器支持压缩等。

- 更好的压缩效果。相对于HTTP压缩，Websocket在适当的扩展支持下，可以沿用之前内容的上下文，在传递类似的数据时，可以显著地提高压缩率。[14]

## 握手协议
WebSocket 是独立的、建立在TCP上的协议。
Websocket 通过 HTTP/1.1 协议的101状态码进行握手。
为了建立Websocket连接，需要通过浏览器发出请求，之后服务器进行回应，这个过程通常称为“握手”（Handshaking）。

### 例子
一个典型的Websocket握手请求如下：
客户端请求：
```
GET /chat HTTP/1.1
Host: server.example.com
Upgrade: websocket
Connection: Upgrade
Sec-WebSocket-Key: dGhlIHNhbXBsZSBub25jZQ==
Origin: http://example.com
Sec-WebSocket-Protocol: chat, superchat
Sec-WebSocket-Version: 13

```

服务器回应：
```
HTTP/1.1 101 Switching Protocols
Upgrade: websocket
Connection: Upgrade
Sec-WebSocket-Accept: s3pPLMBiTxaQ9kYGzzhZRbK+xOo=
Sec-WebSocket-Protocol: chat

```

### 字段说明
- Connection必须设置Upgrade，表示客户端希望连接升级。
- Upgrade字段必须设置Websocket，表示希望升级到Websocket协议。
- Sec-WebSocket-Key是随机的字符串，服务器端会用这些数据来构造出一个SHA-1的信息摘要。把“Sec-WebSocket-Key”加上一个特殊字符串“258EAFA5-E914-47DA-95CA-C5AB0DC85B11”，然后计算SHA-1摘要，之后进行Base64编码，将结果做为“Sec-WebSocket-Accept”头的值，返回给客户端。如此操作，可以尽量避免普通HTTP请求被误认为Websocket协议。
- Sec-WebSocket-Version 表示支持的Websocket版本。RFC6455要求使用的版本是13，之前草案的版本均应当弃用。
- Origin字段是必须的。如果缺少origin字段，WebSocket服务器需要回复HTTP 403 状态码（禁止访问）。[16]
- 其他一些定义在HTTP协议中的字段，如Cookie等，也可以在Websocket中使用。

## 浏览器支持
WebSocket协议的安全版本在Firefox 6、Safari 6、Google Chrome 14、Opera 12.10和Internet Explorer 10中实现。详细的协议测试套件报告列出了这些浏览器与特定协议方面的一致性。
Opera 11和Safari 5中实现了较旧的，不太安全的协议版本，以及iOS 4.2中的Safari移动版本。OS7中的BlackBerry Browser实现了WebSockets。由于存在漏洞，它在Firefox 4和5以及Opera 11中被禁用。
所有最新的浏览器支持最新规范（RFC 6455）的WebSocket协议。一个详细的测试报告列出了这些浏览器支持的Websocket版本。
| 协议                                                          | 发布日期                      | IE | Firefox（个人电脑） | Firefox (Android) | Chrome（个人电脑，手机） | Safari（Mac, iOS） | Opera（个人电脑，手机） | Android浏览器 |
| ------------------------------------------------------------- | ----------------------------- | -- | ------------------- | ----------------- | ------------------------ | ------------------ | ----------------------- | ------------- |
| hixie-75 （页面存档备份，存于）                               | 2010年2月4日                  |    |                     |                   | 4                        | 5.0.0              |                         |               |
| hixie-76（页面存档备份，存于） hybi-00 （页面存档备份，存于） | 2010年5月10日， 2010年5月23日 |    | 4.0（已禁用）       |                   | 6                        | 5.0.1              | 11.00（已禁用）         |               |
| 7 hybi-07（页面存档备份，存于）                               | 2011年4月22日                 |    | 61                  |                   |                          |                    |                         |               |
| 8 hybi-10 （页面存档备份，存于）                              | 2011年7月11日                 |    | 71                  | 7                 | 14                       |                    |                         |               |
| 13 RFC 6455                                                   | 2011年12月                    | 10 | 11                  | 11                | 16                       | 6                  | 12.10                   | 4.4           |

1基于Gecko 6–10版本的浏览器的WebSocket对象为“mozwebsocket”，需要添加额外的代码。

## 服务器
在服务器方面，网上都有不同对websocket支持的服务器：
- PHP - https://code.google.com/p/phpwebsocket/ （页面存档备份，存于）
- jetty （页面存档备份，存于）（版本7开始支持websocket）
- netty （页面存档备份，存于）
- Ruby - https://github.com/gimite/web-socket-ruby （页面存档备份，存于）
- Kaazing
- Tomcat（7.0.27支持websocket，建议用tomcat8，7.0.27中的接口已经过时）
- WebLogic （页面存档备份，存于）（12.1.2開始支持）
- Node.js - https://github.com/Worlize/WebSocket-Node （页面存档备份，存于）
- Node.js - http://socket.io （页面存档备份，存于）
- Nginx
- mojolicious （页面存档备份，存于）
- Python - https://github.com/abourget/gevent-socketio （页面存档备份，存于）
- Django （页面存档备份，存于）
- erlang - https://github.com/ninenines/cowboy （页面存档备份，存于）